# ジーディ
ジーディー（Dzhidi）とは別名をユダヤ・ペルシア語（ユダヤ・ペルシアご）といい、イランのユダヤ人の言語である。旧ペルシア帝国のユダヤ人社会で話される、インド＝イラン系の言語や方言を包括的にジーディーと呼ぶ場合もある。狭義では、テヘランとマシュハド一帯のユダヤ人社会で話されているユダヤ訛りのペルシア語方言だけをジーディーという。トーラーの言語（ヘブライ語）に対して、ラートラーイー（Latorayi）つまり「非トーラー（の言語）」と呼ぶ場合もあるが、これは硬い表現である。
ユダヤ人の言語の中にペルシア語が流入した歴史は古く、ヘブライ語聖書にまで遡ることができる。バビロン捕囚以降の章を見ると、固有名詞や題名に、ヘブライ語やアラム語と並んでペルシア語が現れることがわかる（たとえば"dat" = "法"; "genez" = "宝"; "pardes" = "公園"などといった具合に) 。これらのペルシア語は、アケメネス朝の時代になると、ユダヤ人の語彙として永続的に使用されるようになった。